# Элунд, Ёран
Ёран Элунд (швед. Göran Öhlund) — шведский ориентировщик, победитель чемпионата мира 1966 и 1968 годов в эстафете по спортивному ориентированию.
Ёран Элунд — член сборной команды Швеции, дважды становился чемпионом мира в эстафете.
На первом чемпионате мира 1966 года в финском Фискари в составе эстафетной команды Швеции (Бертиль Норман, Карл Юханссон, Андерс Морелиус, Ёран Элунд) завоевал золотые медали.
На втором чемпионате мира 1968 году в составе эстафетной команды Швеции (Стуре Бьёрк, Карл Юханссон, Стен-Улоф Карлстрём, Ёран Элунд)
повторил успех снова став победителем эстафеты чемпионата мира.